# Komsomol'sk (Baschiria)
Komsomol'sk (in russo: Комсомольск; in baškiro: Комсомольск, Komsomolsk) è una località rurale (un selo) del Učalinskij rajon della Repubblica autonoma della Baschiria, in Russia. È situato sulla riva sinistra del fiume Irendyk, che confluisce col Uj.

## Infrastrutture e trasporti
Nel villaggio c'è un centro culturale con annesso auditorium, una biblioteca, un pronto soccorso, svariati negozi e un piccolo conservatorio. Il villaggio è prevalentemente alimentato a gas.